# Округ Њу Кент (Вирџинија)
Њу Кент (енгл. New Kent County) је округ у америчкој савезној држави Вирџинија.

## Демографија
По попису из 2010. године број становника је 18.429, што је 4.967 (36,9%) становника више него 2000. године.
| Група             | 2000.          | 2010.          |
| Белци             | 10.727 (79,7%) | 14.804 (80,3%) |
| Афроамериканци    | 2.181 (16,2%)  | 2.484 (13,5%)  |
| Азијати           | 72 (0,5%)      | 162 (0,9%)     |
| Хиспаноамериканци | 176 (1,3%)     | 390 (2,1%)     |
| Укупно            | 13.462         | 18.429         |